# Таожаньтин
Таожаньтин (кит. упр. 陶然亭公園, пиньинь Táorántíng Gōngyuán, палл. Таожаньтин, буквально: «Беседка опьянения») — исторический и культурный парк в Пекине, Китай. Расположен в юго-западной части города, в районе Сичэн, неподалеку от Южного вокзала. Официально получил статус парка в 1952 году. Одна из беседок парка входит в число четырёх знаменитых беседок Китая. Там же находятся несколько исторических зданий, связанных с деятельностью литераторов и активистов антиимпериалистического движения.

## История
В эпоху правления Династии Юань на месте парка находился женский монастырь в честь богини милосердия и сострадания. В 1695 году, в период правления Канси, представителя династии Цин, на этой территории была построена беседка Таожаньтин. Руководил строительством городской служащий Цзян Цзао. Своё название беседка получила в честь стихотворения китайского поэта Бо Цзюйи: «Подожди, пока вино из жёлтых хризантем готовится, мы вместе напьёмся допьяна и охмелеем». В настоящее время беседка входит в число четырёх самых красивых беседок Китая. В прошлые годы местные жители любили взбираться на крышу этой беседки во время Праздника двойной девятки, поскольку она была построена на холме и была выше городских стен, а традиции велят в этот день взбираться как можно выше.
История парка связана и с революционным движением. Там встречался с соратниками Кан Ювэй для обсуждения реформ. Позднее политические встречи в одной из беседок проводил и Сунь Ятсен. В начале XX века в одном из зданий на территории парка собирались представители Движения 4 мая, среди них — Ли Дачжао, Мао Цзэдун, Чжоу Эньлай и другие.
Официальный статус парк получил в 1952 году, а в 1979 году он был внесён в список выдающихся памятников Пекина. В 2002 году ему был присвоен статус АААА.

## Общие сведения
Общая площадь — 59 гектаров. Из них около 17 гектаров занимает водная поверхность. В 1985 году в парке началось строительство «Сада знаменитых беседок Китая», где были построены точные копии самых красивых беседок Поднебесной из разных провинций (всего на территории 36 беседок, из них десять — копии знаменитых сооружений). В границах парка находится храм, построенный в период правления династии Юань (1276—1368), в котором представлены различные музейные предметы старины. На одном из холмов можно встретить останки каменных священных колонн эпохи Ляо и династии Цзинь. Рядом расположены розарий, пионарий, действует книжный павильон.
На территории парка были похоронены писательница Ши Пинмэй и революционер Гао Цзюньюя (историю их любви хорошо знают в Китае, об их отношениях были написаны книги и поставлен фильм).
Популярностью у пекинских жителей пользуется каток Таожаньтин. Там же проходит ежегодный фестиваль воздушных змеев.
По состоянию на декабрь 2016 года, вход в парк является платным. Обычный билет для взрослых стоит 2 китайских юаня.